# Ljusnarsbergs socken
Ljusnarsbergs socken i Västmanland ingick i Nya Kopparbergs bergslag och utgör sedan 1971 Ljusnarsbergs kommun i Örebro län och från 2016 även Ljusnarsbergs distrikt.
Socknens areal är 570,11 kvadratkilometer land (före 1904 603,5). År 2000 fanns här 5 755 invånare. Tätorten Ställdalen samt tätorten och kyrkbyn Kopparberg med sockenkyrkan Ljusnarsbergs kyrka ligger i socknen. 

## Administrativ historik
Socknen bildades 1624 genom utbrytning ur Linde socken.  Området kom att gå under namnet Ljusnarsbergs kopparberg. 
1641 blev Ljusnarsberg socken bergslag. Länge var kopparutvinningen huvudsaken, först på 1830-talet blev Ljusnarsberg järnbergslag.
Vid kommunreformen 1862 övergick socknens ansvar för de kyrkliga frågorna till Nya Kopparbergs församling och för de borgerliga frågorna till Ljusnarsbergs landskommun. År 1908 utbröts Kopparbergs köping ur landskommunen. År 1962 återförenades de båda kommunerna under namnet Ljusnarsbergs köping som 1971 ombildades Ljusnarsbergs kommun.  1904 utbröts ur Nya Kopparbergs församling Hörkens församling. 1927 sammanslogs dessa två och gavs namnet Ljusnarsbergs församling. 1938 överfördes hit smärre områden från Grangärde socken i Kopparbergs län. 1941 överfördes ett mycket litet område från Norrbärke socken i Kopparbergs län och ett annat, ej fullt så litet område från Ljusnarsberg till Norrbärke socken. 1950 överfördes ett område från Ljusnarsbergs församling i Örebro län till Grängesbergs församling i Kopparbergs län. 
1 januari 2016 inrättades distriktet Ljusnarsberg, med samma omfattning som socknen (och kommunen).
Socknen har tillhört fögderier, tingslag och domsagor enligt vad som beskrivs i artikeln Nya Kopparbergs bergslag.  De indelta soldaterna tillhörde Västmanlands regemente, Kungsörs kompani och Livregementets husarkår, Livskvadronen och Örebro skvadron.

## Geografi
Ljusnarsbergs socken ligger kring övre loppet av Arbogaån kring sjöarna Ljusnarn, Salbosjön, Norra Hörken och Södra Hörken. Socknen är en sjörik och kuperad bergslagsbygd med höjder som i Fjällberget i norr når 466 meter över havet.
Byn Rickenstorp ligger i nordligaste delen av socknen.

## Fornlämningar
Cirka tio boplatser från stenåldern är funna.

## Namnet
Namnet (1641 Liusnars kopparberg) betyder '(koppar)bergslaget vid sjön Ljusnaren'. Sjönamnet innehåller liusn, 'lysande, ljusning' syftande på klart vatten, eller vidsträckt vattenyta.

## Befolkningsutveckling
| Befolkningsutvecklingen i Ljusnarsbergs socken 1750–1990                                                | Befolkningsutvecklingen i Ljusnarsbergs socken 1750–1990 | Befolkningsutvecklingen i Ljusnarsbergs socken 1750–1990 | Befolkningsutvecklingen i Ljusnarsbergs socken 1750–1990 | Befolkningsutvecklingen i Ljusnarsbergs socken 1750–1990 |
| --- | -------------------------------------------------------- | -------------------------------------------------------- | -------------------------------------------------------- | -------------------------------------------------------- |
| |                                                          |                                                          |                                                          |                                                          |
| År |                                                          |                                                          | Folkmängd                                                |                                                          |
| 1750 | 1750                                                     |                                                          | 3 110                                                    |                                                          |
| 1769 | 1769                                                     |                                                          | 3 436                                                    |                                                          |
| 1780 | 1780                                                     |                                                          | 3 678                                                    |                                                          |
| 1790 | 1790                                                     |                                                          | 4 144                                                    |                                                          |
| 1800 | 1800                                                     |                                                          | 4 065                                                    |                                                          |
| 1810 | 1810                                                     |                                                          | 3 830                                                    |                                                          |
| 1820 | 1820                                                     |                                                          | 4 286                                                    |                                                          |
| 1830 | 1830                                                     |                                                          | 5 430                                                    |                                                          |
| 1840 | 1840                                                     |                                                          | 5 596                                                    |                                                          |
| 1850 | 1850                                                     |                                                          | 6 531                                                    |                                                          |
| 1860 | 1860                                                     |                                                          | 7 312                                                    |                                                          |
| 1870 | 1870                                                     |                                                          | 7 688                                                    |                                                          |
| 1880 | 1880                                                     |                                                          | 9 211                                                    |                                                          |
| 1890 | 1890                                                     |                                                          | 9 701                                                    |                                                          |
| 1900 | 1900                                                     |                                                          | 8 939                                                    |                                                          |
| 1910 | 1910                                                     |                                                          | 7 761                                                    |                                                          |
| 1920 | 1920                                                     |                                                          | 8 038                                                    |                                                          |
| 1930 | 1930                                                     |                                                          | 6 532                                                    |                                                          |
| 1940 | 1940                                                     |                                                          | 7 543                                                    |                                                          |
| 1950 | 1950                                                     |                                                          | 7 984                                                    |                                                          |
| 1960 | 1960                                                     |                                                          | 8 000                                                    |                                                          |
| 1970 | 1970                                                     |                                                          | 6 266                                                    |                                                          |
| 1980 | 1980                                                     |                                                          | 5 995                                                    |                                                          |
| 1990 | 1990                                                     |                                                          | 5 583                                                    |                                                          |
| Anm: Källor: Umeå universitet - Tabellverket 1749-1859, Demografiska databasen, CEDAR, Umeå universitet |                                                          |                                                          |                                                          |                                                          |